# WPB Anders
Der WPB Anders (Wielozadaniowa Platforma Bojowa „Anders”, auf Deutsch: Multifunktionale Kampfplattform „Anders“) ist ein leichter Kampfpanzer, der von der polnischen Firma OBRUM entworfen wurde. Das Konzeptfahrzeug wurde im September 2010 auf der International Defence Industry Exhibition (MSPO, Międzynarodowy Salon Przemysłu Obronnego) vorgestellt.

## Entwicklungsgeschichte
Die Herstellung des ersten Prototyps wurde vom polnischen Ministerium für Wissenschaft und Hochschulbildung finanziert. Die Herstellung erfolgte durch den Gleiwitzer Betrieb OBRUM mit Unterstützung der Bumar-Gruppe. Die Konstrukteure des Fahrzeugs nutzten die Einsatzerfahrungen der polnischen Armee in Afghanistan und im Irak. Bisher wurden nur wenige Technologiedemonstratoren hergestellt, die auf verschiedenen Rüstungsmessen gezeigt wurden. Beabsichtigt ist, dass der WPB Anders veraltete sowjetische Modelle wie den BMP-1 in den polnischen Streitkräften ersetzt.

## Technik
Der WPB Anders kann mit unterschiedlicher Hauptbewaffnung ausgestattet werden, so gibt der Hersteller weiteren Varianten an, darunter Schützenpanzer, Führungsfahrzeuge, MedEvac, Pionier- und Bergepanzer oder ein Flugabwehrpanzer.
Der 32 bis 40 Tonnen schwere Panzer, der von einem MTU-Turbodieselmotor 8V 199 mit 720 PS angetrieben wird, ist in der Lage, eine Besatzung von drei Personen, darunter Kommandanten, Richtschütze und Fahrer, sowie vier bis acht weitere Personen im Innenraum zu transportieren. Das Fahrzeug bietet Schutz vor 7,62-mm-Geschossen und 8 kg Panzerminenexplosion.
Der WPB Anders ist in der Rolle eines leichten Kampfpanzers mit einer RUAG-120-mm-CTG-Glattrohrkanone, einem koaxialen 7,62-mm-Maschinengewehr, einem 12,7-mm-Maschinengewehr oder einem 40-mm-Maschinengranatwerfer bewaffnet. Zusätzlich ist er mit dem abstandsaktiven Schutzsystem Trophy ausgestattet, das von einem israelischen Rüstungskonsortium zugeliefert wurde.